# A Copacabana
A Copacabana è un singolo del rapper e cantautore italiano Dargen D'Amico e del musicista italiano Emiliano Pepe, pubblicato il 3 maggio 2018 come secondo estratto dall'ottavo album in studio Ondagranda su etichetta discografica Giada Mesi.

## Tracce
Testi di Jacopo Matteo Luca D'Amico, Emiliano Pepe, musiche di Jacopo Matteo Luca D'Amico, Emiliano Pepe.
1. A Copacabana – 3:50